# 溫伯格-維騰定理
理論物理學中，溫伯格-維騰定理（英語：Weinberg–Witten Theorem）是由兩位理論物理學家史蒂文·溫伯格與愛德華·維騰證明的定理。此定理指出靜質量為零的粒子，不論是基本粒子或複合粒子，若其自旋j > 1/2，則無法攜帶勞侖茲協變的流（current）；若其自旋j > 1，則無法攜帶勞侖茲協變的應力-能量張量。此定理通常詮釋成：在相對論量子場論中，重力子（自旋j = 2）無法是一種複合粒子。